# Тромп, Корнелис Мартенсзон
Корнелис Мартенсзон Тромп (нидерл. Cornelis Maartenszoon Tromp; 9 сентября 1629 — 29 мая 1691) — адмирал флота Голландской республики, в конце жизни — адмирал Датского флота.

## Карьера
Тромп родился в Роттердаме, и был вторым сыном Мартена Харпертсзона Тромпа, ставшего позднее лейтенант-адмиралом Голландского флота.
В 1642 г. он посетил Францию с намерением изучить французский язык. В сентябре 1645 г. Корнелис Тромп был назначен лейтенантом. К 22 августа 1649 г. он получил звание капитана.
Он служил в Первую англо-голландскую войну, под командованием коммодора Республики Соединённых Провинций Нидерландов Йохана ван Галена участвовал в сражении при Ливорно. Получил звание контр-адмирала Мааского Адмиралтейства 11 ноября 1653, уже после смерти своего отца Мартена Тромпа.
В 1656 он участвовал в помощи Гданьску (Данцигу). В 1658 году обнаружилось, что он использовал суда своей эскадры для того, чтобы торговать предметами роскоши; в результате Тромп был оштрафован и до 1662 года лишён командования. Перед Второй англо-голландской войной 29 января 1665 он получил повышение и звание вице-адмирала; в Сражении у Лоустофта он предотвратил полную катастрофу флота, сумев спасти большую его часть.
Получив таким образом внезапную популярность, 23 июля 1665 года Корнелис Тромп одновременно получил и высшее звание голландского флота Лейтенант-адмирала, но должен был оставить командование вверенной ему эскадрой в следующем месяце в пользу лейтенант-адмирала Михила Адриансзона де Рюйтера
С 6 февраля 1666 года Тромп командовал кораблями Амстердамского Адмиралтейства, в должности командующего амстердамской (голландской) эскадрой участвовал в Четырехдневном сражении и в сражении в день Святого Иакова (но после последнего Рюйтер приказал Тромпу и его адъютантам покинуть эскадру). В августе 1666 года был снят со службы из-за подозрения в участии в заговоре, поставившем цель свержения правительства Корнелиса де Витта. Тромп был вовлечен в оранжистский заговор и убийство Йохана и Корнелиса де Виттов в 1672 г.
Возвратился на флот в апреле 1673 г., после того, как оранжисты захватили власть. Сражался против французских и английских флотов в Третьей англо-голландской войне, вместе с лейтенант-адмиралом-генералом Михилом де Рюйтером: отличился в первом и втором сражениях при Схооневельде и сражении при Текселе летом 1673 г. В 1675 получил титул баронета.
8 мая 1676 Корнелис Тромп стал полным адмиралом датского флота и кавалером Ордена Слона, а в 1677 г. — графом.
Победил шведский флот в Эландском сражении: его единственная победа в качестве командующего флотом. К 6 февраля 1679 года он стал лейтенант-адмирал-генералом Голландской Республики.
Умер в Амстердаме в 1691 году, официально всё ещё осуществляя функции командующего голландским флотом.

## Характер
Тромп был очень агрессивным командующим и предпочитал прямое нападение по линии фронта всем другим видам линейной тактики. В результате этого менял корабли очень часто: четыре раза в Четырёхдневном Сражении, три раза в при Схооневельде и два раза при Текселе. Такая тактика нравилась его командам, несмотря на опасность.
Тромп очень сильно ревновал к славе Рюйтера, но относился к нему с уважением, хотя и считал его человеком заурядным.
Детей Корнелис Тромп не имел. Дома Корнелис или нидерл. Kees, как его обычно называли домашние, быстро становился надоедливым и ленивым. Он имел репутацию сильнопьющего человека.
Тромпа считали тщеславным человеком, имеющим чрезвычайно высокое мнение о себе. Как сын известного отца, он полагал естественным право на то, чтобы его считали военно-морским героем. В течение жизни было написано по крайней мере 22 его портрета.